# Liste der Kategorie-A-Bauwerke in der Council Area Falkirk

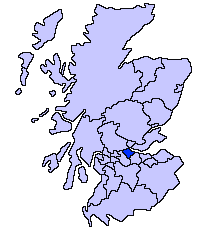
Falkirk in Schottland

Die Liste der Kategorie-A-Gebäude in der Council Area Falkirk umfasst sämtliche in der Kategorie A eingetragenen Baudenkmäler in der schottischen Council Area Falkirk. Die Einstufung wird anhand der Kriterien von Historic Scotland vorgenommen, wobei in die höchste Kategorie A Bauwerke von nationaler oder internationaler Bedeutung einsortiert sind. In Falkirk sind derzeit 26 Bauwerke in der Kategorie A gelistet.
| Name                               | Lage                                            | Typ         | Eintrag | Bild                       |
| ---------------------------------- | ----------------------------------------------- | ----------- | ------- | -------------------------- |
| Blackness Castle                   | Blackness 56° 0′ 21,9″ N, 3° 30′ 57,7″ W        | Burg        | 230     | Blackness Castle           |
| Marktkreuz von Airth               | Airth 56° 4′ 4,6″ N, 3° 46′ 12″ W               | Marktkreuz  | 2095    | Marktkreuz von Airth       |
| Airth Castle                       | Airth 56° 3′ 42″ N, 3° 46′ 5,6″ W               | Schloss     | 2102    | Airth Castle               |
| Dunmore Pineapple                  | nahe Airth 56° 4′ 36,2″ N, 3° 47′ 12,1″ W       | Sommerhaus  | 2109    | Dunmore Pineapple          |
| Torwood Castle                     | nahe Torwood 56° 2′ 16,8″ N, 3° 52′ 12,1″ W     | Burgruine   | 3962    | Torwood Castle             |
| Parkhill House                     | Polmont 55° 59′ 24″ N, 3° 43′ 6,5″ W            | Herrenhaus  | 8301    |                            |
| Taubenhaus von Westquarter         | Westquarter 55° 59′ 20,7″ N, 3° 44′ 36,8″ W     | Taubenhaus  | 8315    | Taubenhaus von Westquarter |
| Carronvale House                   | Larbert 56° 1′ 2,3″ N, 3° 49′ 7,7″ W            | Villa       | 10487   |                            |
| Alter Friedhof von Larbert         | Larbert 56° 1′ 8,9″ N, 3° 50′ 17″ W             | Friedhof    | 10496   | Alter Friedhof von Larbert |
| Stenhouse and Carron Parish Church | Stenhousemuir 56° 1′ 38″ N, 3° 48′ 19,8″ W      | Kirche      | 10503   |                            |
| Castlecary Castle                  | Castlecary 55° 58′ 31,2″ N, 3° 56′ 45,5″ W      | Wohnturm    | 10519   | Castlecary Castle          |
| Avon Aqueduct                      | nahe Whitecross 55° 57′ 51,6″ N, 3° 39′ 22,5″ W | Aquädukt    | 15321   | Avon Aqueduct              |
| Avon Viaduct                       | nahe Westfield 55° 56′ 5,3″ N, 3° 42′ 27,2″ W   | Brücke      | 15326   | Avon Viaduct               |
| Bahnhof Bo’ness                    | Bo’ness 56° 1′ 4,7″ N, 3° 36′ 1,6″ W            | Bahnhof     | 22337   | Bo’ness Railway Station    |
| Carriden House                     | Bo’ness 56° 0′ 37,7″ N, 3° 33′ 55,1″ W          | Herrenhaus  | 22339   | Carriden House             |
| Alter Friedhof von Bo’ness         | Bo’ness 56° 0′ 56,4″ N, 3° 36′ 36,8″ W          | Friedhof    | 22350   | Alter Friedhof von Bo’ness |
| Kinneil House                      | Bo’ness 56° 0′ 25,6″ N, 3° 38′ 3,3″ W           | Herrenhaus  | 22358   | Kinneil House              |
| Dymock’s Buildings                 | Bo’ness 56° 1′ 4,6″ N, 3° 36′ 31″ W             | Wohngebäude | 22379   | Dymock’s Buildings         |
| The Hippodrome                     | Bo’ness 56° 1′ 3,2″ N, 3° 36′ 29,7″ W           | Kino        | 22380   | The Hippodrome             |
| Falkirk Old Parish Church          | Falkirk 56° 0′ 0,4″ N, 3° 47′ 8,6″ W            | Kirche      | 31167   | Falkirk Old Parish Church  |
| Glockenturm von Falkirk            | Falkirk 55° 59′ 57,3″ N, 3° 47′ 3,2″ W          | Turm        | 31178   | Glockenturm von Falkirk    |
| Callendar House                    | Falkirk 55° 59′ 40″ N, 3° 46′ 2,2″ W            | Herrenhaus  | 31236   | Callendar House            |
| Mausoleum von Callendar House      | Falkirk 55° 59′ 28,7″ N, 3° 45′ 31,5″ W         | Mausoleum   | 31241   | Callendar House Mausoleum  |
| St Mary of the Angels              | Camelon 56° 0′ 16,6″ N, 3° 49′ 22,7″ W          | Kirche      | 31252   | St Mary of the Angels      |
| Dundas Church                      | Grangemouth 56° 1′ 7,7″ N, 3° 43′ 10,1″ W       | Kirche      | 34041   |                            |